# Mali i Lopës
Der Mali i Lopës (albanisch für „Kuhberg“) ist ein Berg in Ostalbanien im Qark Dibra. Er erhebt sich über der Stadt Bulqiza. Als höchste Erhebung wird allgemein die Maja e Dhoksit mit 2019,5 m ü. A. genannt. Rund 2,7 Kilometer östlich liegt der Nebengipfel Maje e Lopës (1983 m ü. A.). Zwischen diesen beiden ist auf offiziellen Karten noch ein unbenannter Gipfel von 2021 m ü. A. verzeichnet.

## Morphologie
Wie die Täler von Bulqiza im Norden und des Batra-Bachs im Süden verläuft der Mali i Lopës in West-Ost-Richtung. Im Norden fällt der Berg rund 1200 Meter ab, nach Süden bis zu 700 Meter. Im Gratbereich ist der Berg nicht ganz so steil, während die unteren Flanken sehr steil bis felsig sind. Auf der Nordseite finden sich mehrere Kare. Nach Westen und Osten fällt der Berg nicht stark ab.
Südlich des Berges liegt das abgeschiedene Bergland von Martanesh – der Mali i Lopës gilt als ihre höchste Erhebung.
Die Vegetation wechselt ab zwischen Wäldern, Wiesen und Grasland.
Die Nord- und Ostseite des Mali i Lopit wird zum Schwarzen Drin entwässert. Die Südseite und die Nordflanke westlich des Qafa e Buallit (842 m ü. A.) gehört zum Einzugsgebiet des Mat.

## Seen
Am Berg liegen zahlreiche Bergseen.

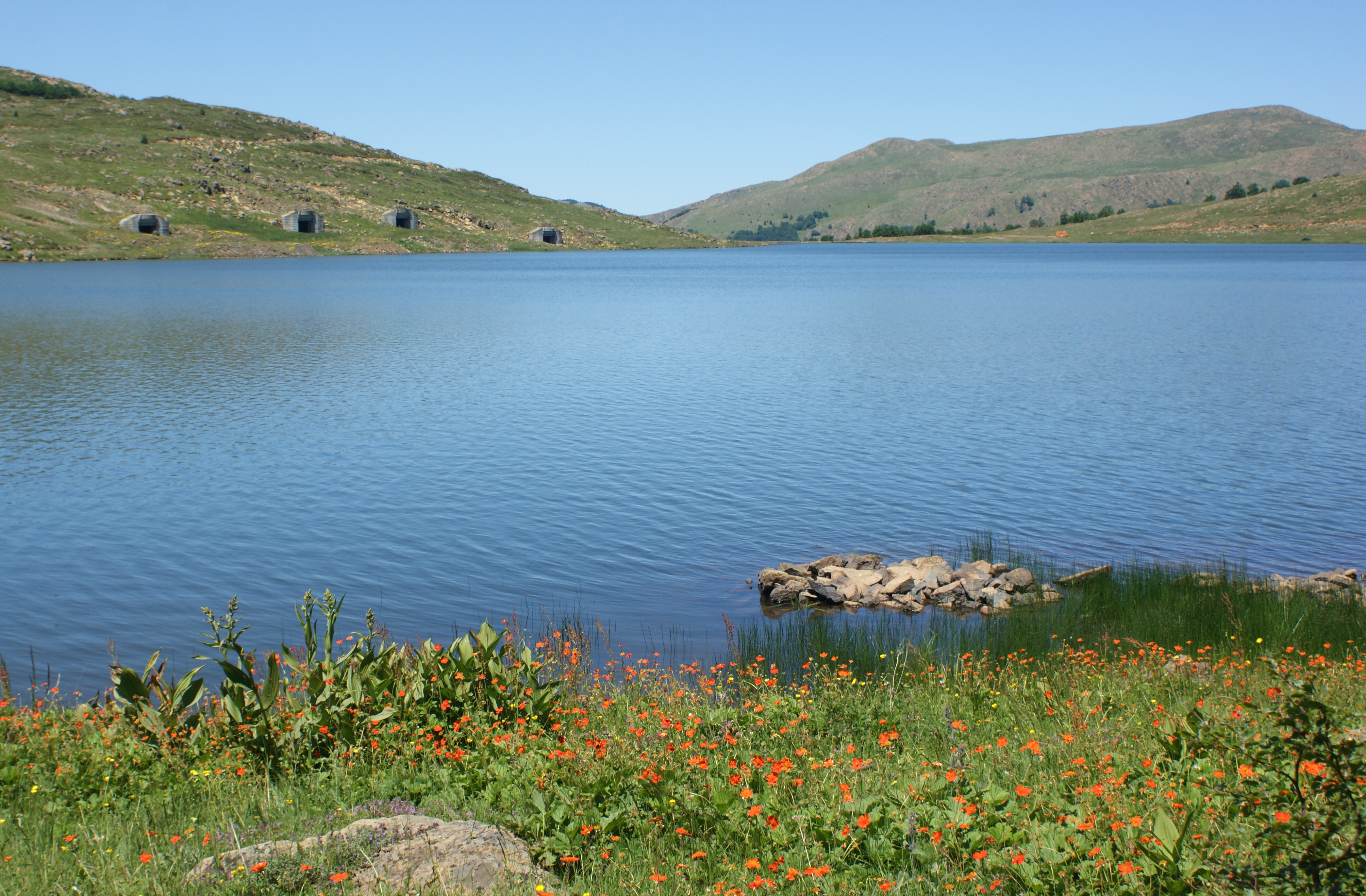
Liqen i Sopës, Gipfel des Mali i Lopës dahinter

In den Karen östlich vom Gipfel an der Nordseite liegen ein halbes Dutzend kleine Bergseen auf rund 1800 m ü. A.
Ein weiteres halbes Dutzend Seen finden sich auf einem Plateau südöstlich auf rund 1650 – 1710 m ü. A., darunter einige größere, die als größte Gletscherseen Albaniens gelten:
- Liqen i Sopës (23 Hektar)
- Liqen i Bardhë (Weißer See)
- Liqen i Sopotit
- Liqen i Zi (Schwarzer See, Naturdenkmal)
- Liqen i Kocesit

Die meisten größeren Seens sind gestaut, um das Volumen zu erhöhen oder den Abfluss zu regulieren.

## Bergbau

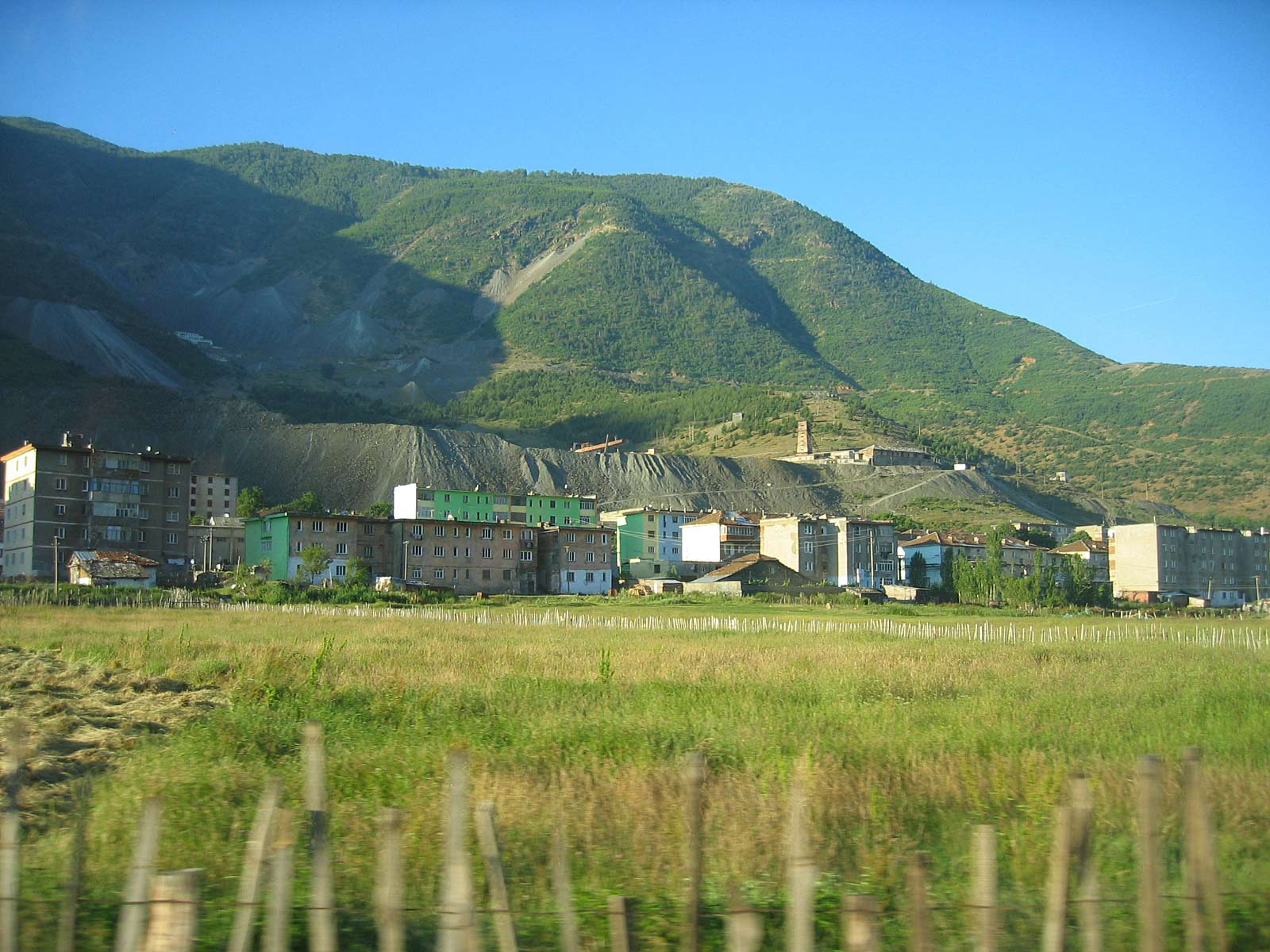
Bulqiza und Nordwestflanke mit Bergbauaktivitäten

Der Berg besteht aus magmatischen ultrabasischem Gestein der Mirdita-Ophiolith-Zone, teilweise aus Kalkstein-Schichten des Mesozoikums.
Der Mali i Lopës und umliegende Gebiete – oft als Bulqiza-Massiv bezeichnet – haben wichtige Chromerz-Vorkommen, die weltweit zu den bedeutendsten Abbaustätten gehören. Chrom wird in Bulqiza seit 1948 gefördert. Am Nordhang bei Bulqiza wurden auf verschiedenen Ebenen bis in Höhen von rund 1400 m ü. A. zahlreiche Stollen in den Berg getrieben. Auch im Süden bei Batra (ca. 1500 m ü. A.) wird bis heute Chrom abgebaut.
Das Material gehörte zu den wichtigsten Exportgütern Albaniens. Ende der 1980er Jahre glaubte man, dass die qualitativen Vorräte erschöpft seien. Mit dem Zusammenbruch des kommunistischen Regimes ging auch die Chrom-Produktion deutlich zurück. Als nach dem Jahr 2000 die Weltmarktpreise wieder stiegen und die Minen privatisiert wurden, wurde auch wieder deutlich mehr Chrom gefördert. Heute wird zwar noch immer am Berg abgebaut, die bedeutenden Bergbauaktivitäten folgen aber der Chromschicht in den Untergrund. Minenschächte bei Bulqiza führen bis 1000 Meter in die Tiefe. Neben großen internationalen Firmen sind auch viele Private als lizenzierte Kleinunternehmer im Bergbau aktiv und betreiben – oft unter einfachsten Mitteln – eigene Förderstollen.

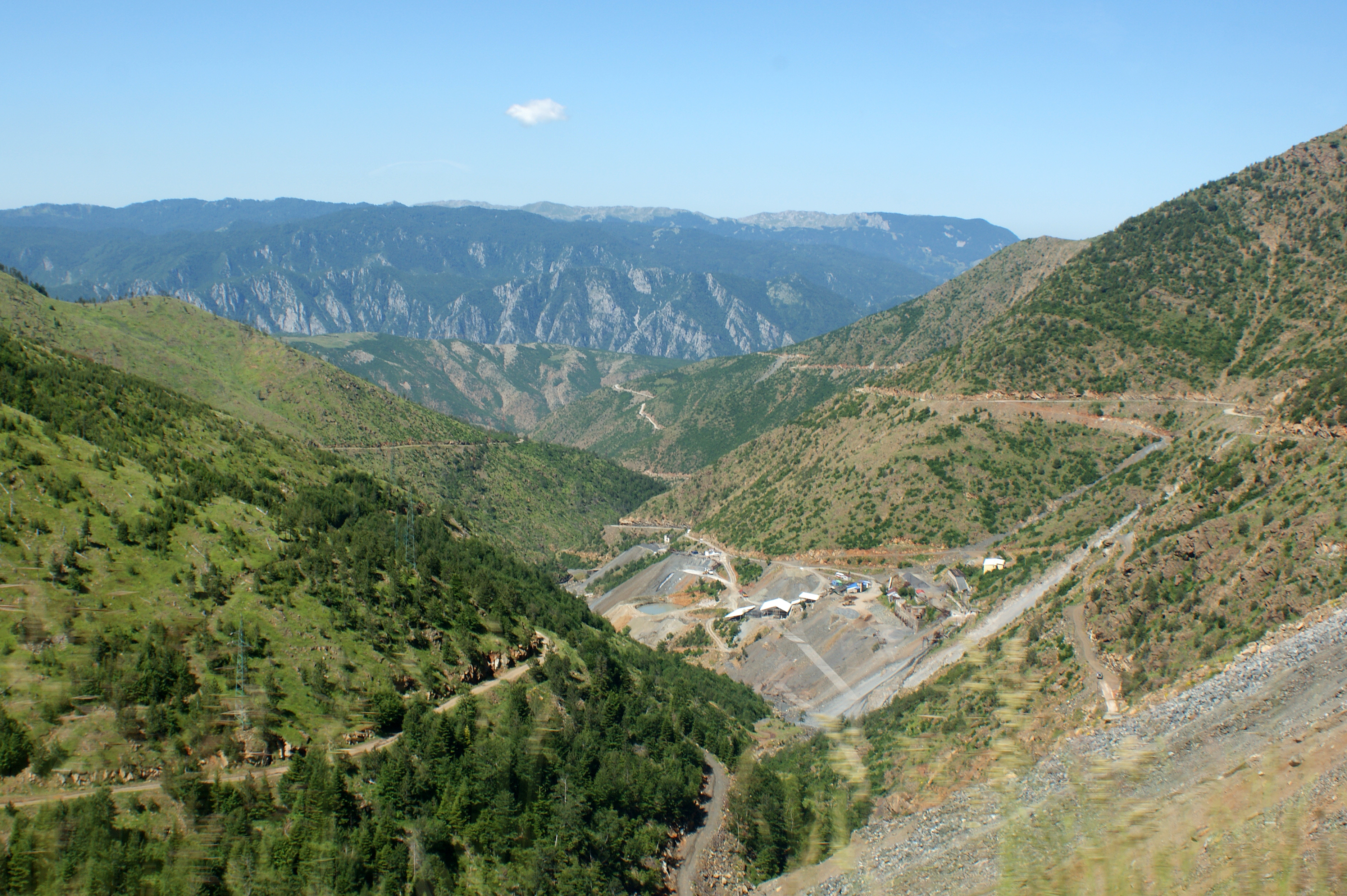
Bergbau im Tal auf der Südseite des Bergs

In den Minen auf beiden Seiten des Berges arbeiteten während des Kommunismus zum Teil Insassen von Arbeitslagern, mitunter politische Gefangene und andere Opfer des Regimes. Arbeitsbedingungen und Entlöhnung geben bis heute immer wieder Anlass zu Protesten und Streiks der Minenarbeiter; immer wieder kommen Arbeiter ums Leben.

## Erschließung

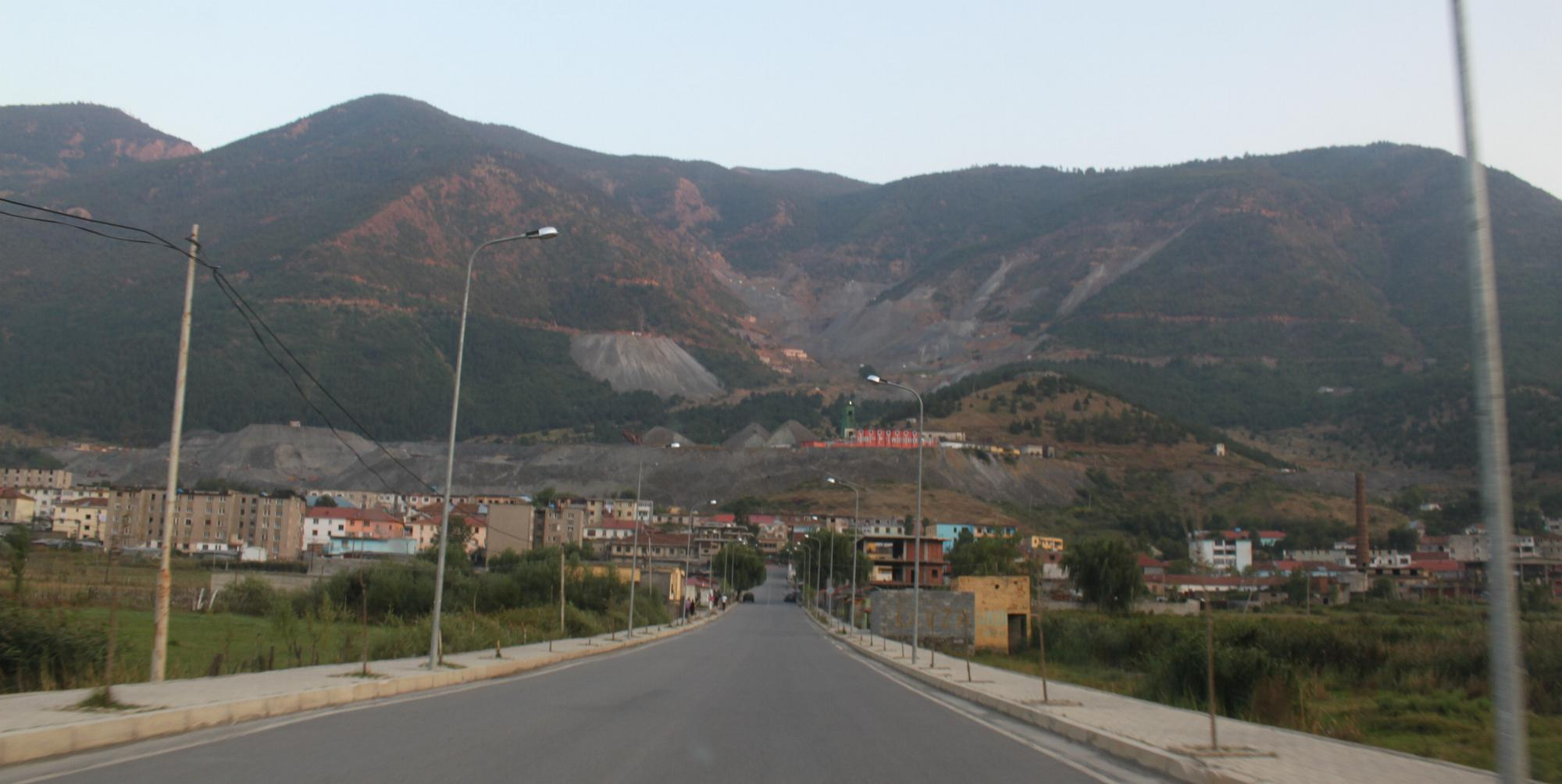
Bulqiza und Mali i Lopës mit Bergbauaktivitäten an der Flanke

Aufgrund der Bergwerke sind die Hänge im Norden des Berges und das Tal im Süden bis in große Höhen mit Fahrstraßen erschlossen. Ein einfacher Fahrweg führt bis in die Gipfelregion.
Von den Minen beim Liqen i Sopës ist das Gelände nicht allzu steil, und der Höhenunterschied beträgt weniger als 400 Meter.